# Bolschoje Mostowoje
Bolschoje Mostowoje (russisch Большое Мостовое, deutsch Jucknischken, 1938–1945: Föhrenhorst) ist ein verlassener Ort im Rajon Nesterow der russischen Oblast Kaliningrad.
Die Ortsstelle befindet sich an der Regionalstraße 27A-059 (ex R510) sieben Kilometer nördlich der Rajonstadt Nesterow (Stallupönen/Ebenrode) an dem kleinen Fluss Lipowka (dt. Lepone, 1938–1945: Wiesenfließ), der sich dort zu zwei Quellflüssen verzweigt, was an der Hauptstraße zu zwei Brücken führte, woraus der russische Name „Großer Brückenort“ abgeleitet wurde.

## Geschichte
Jucknischken, zunächst auch Jucknakampen genannt, war um 1780 ein königliches Bauerndorf mit Windmühle und Ölmühle. 1874 wurde die Landgemeinde Jucknischken namensgebend für einen neu gebildeten Amtsbezirk im Kreis Stallupönen. 1937 wurde die Gemeinde Wertimlauken (s. u.) an die Gemeinde Jucknischken (s. o.) angeschlossen. 1938 wurde Jucknischken in Föhrenhorst umbenannt.
Im Oktober 1944 wurde der Ort von der Roten Armee besetzt und kam in der Folge mit dem nördlichen Ostpreußen zur Sowjetunion. 1950 erhielt er den russischen Namen Bolschoje Mostowoje und wurde dem Sawetinski selski Sowet im Rajon Nesterow zugeordnet. Bolschoje Mostowoje wurde vor 1975 aus dem Ortsregister gestrichen.

### Einwohnerentwicklung
| Jahr | Einwohner | Bemerkungen                                    |
| ---- | --------- | ---------------------------------------------- |
| 1867 | 457       |                                                |
| 1871 | 411       |                                                |
| 1885 | 463       |                                                |
| 1905 | 365       |                                                |
| 1910 | 364       |                                                |
| 1933 | 334       | Offenbar einschließlich Wertimlauken           |
| 1939 | 322       | Einschließlich Kleinföhrenhorst (Wertimlauken) |

### Wertimlauken (Kleinföhrenhorst)
54° 42′ 28″ N, 22° 33′ 25″ O
Wertimlau(c)ken, auch Rissinnen und Ketzinnen genannt, war um 1780 eine Kolonie mit zwei Feuerstellen. Um 1820 gab es dort fünf melierte Höfe. 1874 wurde die Landgemeinde Wertimlauken dem neu gebildeten Amtsbezirk Jucknischken zugeordnet. 1937 wurde die Gemeinde Wertimlauken an die Gemeinde Jucknischken (s. o.) angeschlossen. Dort wurde der Ortsteil 1938 in Kleinföhrenhorst umbenannt.

### Einwohnerentwicklung
| Jahr | Einwohner |
| ---- | --------- |
| 1867 | 57        |
| 1871 | 51        |
| 1885 | 37        |
| 1905 | 47        |
| 1910 | 43        |

### Amtsbezirk Jucknischken (Föhrenhorst) 1874–1945
Der Amtsbezirk Jucknischken wurde 1874 im Kreis Stallupönen eingerichtet. Er bestand zunächst aus zehn Landgemeinden (LG).
| Name           | Änderungsname von 1938 | Russischer Name nach 1945 | Bemerkungen                   |
| -------------- | ---------------------- | ------------------------- | ----------------------------- |
| Abracken       | Kornfelde              | Wassilkowo                | 1937 zu Schillen (ex Szillen) |
| Jucknischken   | Föhrenhorst            | Bolschoje Mostowoje       |                               |
| Mehlschücken   | Kleinschellendorf      |                           | 1896 zu Szillen               |
| Peterlauken    | Petersort              | Majakowskoje              | 1937 zu Schillen (ex Szillen) |
| Schilleningken | Hainau                 | Wyssokoje                 |                               |
| Schirmeyen     | Brandrode              |                           |                               |
| Schwirgallen   | Eichhagen (Ostpr.)     | Schaturskoje              | russisch später Sawodskoje    |
| Stehlischken   | Stehlau                |                           |                               |
| Szillen        | Schellendorf           | Tschuikowo                | 1936 bis 1938: Schillen       |
| Wertimlauken   | Kleinföhrenhorst       |                           | 1937 zu Jucknischken          |

1935 wurden die Landgemeinden in Gemeinden umbenannt. 1938 oder 1939 wurde der Amtsbezirk in Föhrenhorst umbenannt. Im Oktober 1944 umfasste der Amtsbezirk, nun im umbenannten Landkreis Ebenrode, die sechs Gemeinden Brandrode, Eichhagen (Ostpr.), Föhrenhorst, Hainau, Schellendorf und Stehlau.

## Kirche
Jucknischken gehörte zunächst zum evangelischen Kirchspiel Kattenau, während Wertimlauken zum evangelischen Kirchspiel Stallupönen gehörte. Später gehörten beide Orte zum neu gebildeten evangelischen Kirchspiel Groß Warningken.